# Nico van Elderen
Nicolaas Franciscus  Nico van Elderen (Eindhoven, 29 november 1935 - Genk, 15 april 2023) was een Nederlands voormalig betaald voetballer. Hij speelde acht seizoenen met Willem II in de eredivisie, waarin hij vijftien competitiedoelpunten maakte. Tevens speelde hij drie wedstrijden voor het Nederlands voetbalelftal onder de negentien.
Hij begon bij RKVV Brabantia en maakte in het seizoen 1954/55 het enige seizoen betaald voetbal van de club mee. In 1955 ging hij naar Willem II. Van Elderen degradeerde met Willem II in 1956/57, 1962/63 en 1966/67 naar de eerste divisie, maar won in 1963 ook de KNVB beker met de Tilburgers. In de Europa Cup werden ze vervolgens uitgeschakeld door het Manchester United van trainer Matt Busby. Nadien speelde Van Elderen nog tot in de jaren 70 voor amateurclub Brabantia. Van Elderens broer Harry was eveneens profvoetballer. Deze speelde ook voor Brabantia, net als nog twee broers, en vijftien seizoenen voor PSV.

## Overzicht clubcarrière
| Seizoen  | Club      | Competitie     | Wedstrijden | Doelpunten |
| -------- | --------- | -------------- | ----------- | ---------- |
| 1956-'57 | Willem II | Eredivisie     | 27          | 6          |
| 1957-'58 | Willem II | Eerste divisie | 12          | 0          |
| 1958-'63 | Willem II | Eredivisie     | 152         | 9          |
| 1963-'65 | Willem II | Eerste divisie | 21          | 0          |
| 1966-'67 | Willem II | Eredivisie     | 25          | 0          |